# Hrobka U-j
Hrobka U-j je hrobka pocházející z Předdynastického období a nacházející se na nalezišti Umm el-Káb poblíž Abydu. Toto pohřebiště patřilo ke starověkému městu Cenej.

## Popis
Hrobka má rozlohu 66,4 m2 a má 12 místností. Již ve starověku byla vyloupena, přesto zde byly nalezeny vinné amfory pocházející z Egypta a Palestiny, zbytky dřevěné rakve a slonovinové žezlo. Na některých nádobách byl objeven motiv štíra.
Nejdůležitějším nálezem bylo 150 štítků, patřící původně k uloupeným předmětům. Nachází se na nich nejstarší známé hieroglyfické nápisy. Některé odkazují na města Buto a Bubastis, která se nacházela v nilské deltě.

## Majitel hrobky
Z nálezů usuzují někteří vědci (např. německý archeolog Günter Dreyer), že by mohlo jít o hrobku krále Štíra, k jehož existenci vede nález z Horova chrámu v Hierakonpoli, a to tzv. Palice krále Štíra.